# Bača pri Podbrdu
Bača pri Podbrdu – wieś w Słowenii, w gminie Tolmin. W 2018 roku liczyła 16 mieszkańców.